# Зюзев, Антон Сергеевич
Антон Сергеевич Зюзев (21 сентября 1985) — российский лыжник, чемпион России. Мастер спорта России.

## Биография
Окончил школу в селе Подъельск Корткеросского района. На взрослом уровне представляет Республику Коми, спортивное общество «Динамо» и спортивный клуб Рочевых. Тренер — В. П. Рочев.
На уровне чемпионата России становился чемпионом в эстафете в составе сборной Коми в 2009 и 2010 годах. В 2013 и 2014 годах в этой же дисциплине становился бронзовым призёром чемпионата страны.
Становился победителем и призёром чемпионата СЗФО, призёром соревнований «Красногорская лыжня», «Сыктывкарская лыжня». Победитель ведомственных соревнований.
Учился в Сыктывкарском государственном университете.